# Marine Lorphelin
Marine Lorphelin (Mâcon, 16 de março de 1993) é uma modelo francesa, eleita Miss França 2013 no dia 8 de dezembro 2012, representante da região de Borgonha.